# 福田敏也
福田 敏也（ふくだ としや、1959年 - ）は、日本のクリエイティブディレクター、コピーライター、クリエイティブストラテジスト。株式会社トリプルセブン・クリエイティブストラテジーズ代表取締役。大阪芸術大学デザイン学科教授、FabCafe共同設立者。東京都港区出身。

## 人物
東京都立戸山高等学校を経て国際基督教大学教養学部社会科学科を卒業、1982年株式会社博報堂に入社。クリエイティブ局に配属され、1996年までマス広告全盛時代のキャンペーン広告設計を担当。1996年、ネット時代の広告を考える実験組織、博報堂電脳体の設立に参加。「お年玉くじ付き電子年賀状」や「ペタロウ」など、ネット特性を生かした新たな広告体験の提案と設計に携わる。その後、博報堂インタラクティブ局チームリーダー、株式会社博報堂アイ・スタジオCCO（チーフ・クリエイティブ・オフィサー）と、インターネット黎明期に生まれた新組織でクリエイティブビジネスの基礎と基盤をつくる。
2002年、バナー広告表現で、アジアで初めてカンヌ国際広告際サイバー部門の金賞を受賞。2002年には、UI/UX領域に進出し、auユーザーの携帯生活を支えるポータルサービスのUI/UX設計を担当。2004年には、Sony Family ClubのBEYESで、オンラインショップのUI/UX開発に挑戦。2005年には、日本初の携帯の銀行「auじぶん銀行」業務で、モバイル金融サービスの体験設計。2008年にはサービス開発領域に進出し、オムロン ヘルスケアの健康管理ポータル「WellnessLINK」のサービス立ち上げをサポートする。
現在は、多様な業務経験を生かして、企業やベンチャーが新事業立ち上げにあたり、外部CCO（チーフ・クリエイティブ・オフィサー）的な役割で、CIからタグライン開発、ブランディング、映像制作、デザイン開発、サービス設計、体験戦略、UI/UX設計などクリエイティブが求められる広範な領域で経営者を支える仕事をしている。同時にそのノウハウは、2004年以降、武蔵野美術大学、多摩美術大学、大阪芸術大学などの大学デザイン教育の現場でも生かされている。

## 経歴
- 1982年3月 -  国際基督教大学教養学部卒業
- 1982年4月 - 株式会社博報堂入社、同6月第三制作局クリエイティブ配属。
- 1996年 - 株式会社博報堂電脳体 研究員
- 1999年 - 株式会社博報堂 インタラクティブ局クリエイティブグループヘッド
- 2001年 -  株式会社博報堂アイ・スタジオ チーフクリエイティブオフィサー
- 2002年6月 -  カンヌ国際広告祭(現カンヌライオンズ 国際クリエイティビティ・フェスティバル）サイバー部門でアジア初の金賞受賞[2]
- 2003年6月 -  株式会社博報堂および株式会社博報堂アイ・スタジオ退社
- 2003年6月 -  株式会社トリプルセブン・インタラクティブ設立（~2020終了）
- 2004年 -  株式会社スパイスボックス 社外取締役（2007年終了）
- 2004年4月 - 武蔵野美術大学視覚伝達デザイン 非常勤講師（2015年3月終了）
- 2005年4月 -  多摩美術大学グラフィックデザイン 非常勤講師（2014年3月終了）
- 2012年2月 -  FabCafe、株式会社ロフトワーク 諏訪光洋、林千晶らと共同設立[4]
- 2014年 -  YouFab Global Creative Awards チェアマン
- 2015年4月 -  大阪芸術大学デザイン学科 教授[5]
- 2015年4月 -  株式会社博報堂 フェロー（2021年終了）
- 2015年 -  奥能登国際芸術祭 コミュニケーションディレクター[6]
- 2017年4月 -  株式会社博報堂 フェロー／Chief Creative x Technology Officer（2021年終了）
- 2017年8月 -  株式会社トリプルセブン・クリエイティブストラテジーズ設立

## 受賞歴
- Cannes Lions Cyber Gold ”WWF I, WWF II, WWF III” （2002年）[7]
- OneShow Interactive Gold ”WWF I, WWF II, WWF III”（2003年）[8]
- OneShow Interactive Gold ”WEGA Experience Simulator” （2003年）[9]
- OneShow Interactive Gold “Toilet Paper” （2005年）[10]
- OneShow Interactive Silver “Wrapping” （2005年）[11]
- グッドデザイン賞 ”WWF SAVE PAPER 01/02/03” （2005年）[12]
- ADFEST Cyber Lotus Bronze ” Shanghai World Financial Center”（2009年）[13]
- The Webby Awards Official Honoree ” Shanghai World Financial Center”（2009年)[14]
- ADFEST 360°Lotus ”Lupin Steal Japan Project”（2010年）
- The Webby Awards Official Honoree ”Lupin Steal Japan Project”（2011年)[15]
- NYADC/Book Design/Silver, “FabCafe Brand Book”（2014年)[16]
- D&AD Brand Expression in Print Wood Pencil “FabCafe Brand Book” （2014年）[17]
- OneShow/Typography/Silver, Promotional/Bronze,  “YouFab Global Creative Awards 2018 “（2019年）[18]

## デザイン賞審査員歴
- カンヌ国際広告祭（現カンヌライオンズ 国際クリエイティビティ・フェスティバル）　2000年サイバー部門審査員
- カンヌ国際広告祭（現カンヌライオンズ 国際クリエイティビティ・フェスティバル）　2002年サイバー部門審査員
- ニューヨークフェスティバル　2001年サイバー部門審査員
- ニューヨークフェスティバル 2002年サイバー部門審査員
- NY OneShow 2004年サイバー部門審査員[19]
- Singapore Creative Circle Award 2006年審査員
- NY-ADC 2008年インタラクティブ部門審査員
- クリオ賞 2008年 インタラクティブ部門審査員
- 第7回東京インタラクティブアドアワード 2009年審査員長[20]
- 第8回東京インタラクティブアドアワード 2010年審査員長[21]
- D&AD 2012年 デジタルデザイン部門審査員[22][23][24]
- HKDA Global Design Awards 2013年審査員[25]
- Facebook Studio Awards 2013年審査員[26]
- HongKong Design Award 2013年審査員
- YouFab Global Creative Awards チェアマン[27]
- 2015 55th. ACC CM Festival 審査員[28]

## インタビュー関連記事
- 日経クロステック 岩城陸奥の“Webサイト活用塾” 第7回「Webならではの表現を探る」変化に惑わされず本質を見つめよう（2007年5月）
- 日経クロステック 「面白法人カヤックのいきかた」プロフェッショナルが語る組織論　前編（2008年8月）
- 日経クロステック 「面白法人カヤックのいきかた」プロフェッショナルが語る組織論　後編（2008年8月）
- INTERNET Watch 第7回TIAA贈賞式、グランプリのミクシィ年賀状は「時代を象徴」（2009年5月）
- MdN Design 今、トップクリエイターが注目するWebのトピック 第5回「社会的自分vs属性が伝える自分」（2010年8月）
- CREATIVE VILLAGE インタビュー トリプルセブン インタラクティブ　福田 敏也さん（2010年10月）
- AdverTimes. WEB MARKETER’S view 福田敏也のWEBマーケティング注目事例（第４回）（2010年12月）
- AdverTimes. 【速報】グランプリに「SPACE BALLOON PROJECT」／Yahoo!JAPANインターネットクリエイティブアワード2011（2011年11月）
- Impress 38万人が視聴したGALAXYの宇宙中継「SPACE BALLOON PROJECT」がグランプリ「Yahoo! JAPANインターネットクリエイティブアワード2011」（2011年11月）
- Yahoo! Japan  最新マーケティング情報【特別インタビュー】内山 光司×福田 敏也（前編）（2011年12月7日）
- Yahoo! Japan  最新マーケティング情報【特別インタビュー】内山 光司×福田 敏也（後編） （2011年12月7日）
- CBCNET 日本初、レーザーカッターが主役のデジタルものづくりカフェ『FabCafe』が渋谷にオープン（2012年03月2日）
- CAMPAIGN BRIEF FACEBOOK ANNOUNCES LAUNCH OF CREATIVE COUNCIL AND ADVERTISING EDUCATION PLATFORM ‘STUDIO EDGE’（2012年6月）
- TechCrunch Advengers Assemble! Facebook Gathers Creative Council Of Agency Execs To Advise On Product（2012年6月）
- @IT WebSig1日学校2012レポート「こんなこといいな。できたらいいな」を実現する（2012年10月）
- AdverTimes. Facebook Studio Awards 2014開催記念 福田敏也×川村真司特別対談（2013年2月）
- Impress Web広告研究会セミナーレポート「Fab」が巻き起こすものづくりの新潮流、個人趣味から世界のマーケットへ（2013年7月26日）
- 日経クロステック インタビュー 国境も超えて人とつながる、個人の「ものづくり」を革新（2013年8月）
- 日刊スゴい人！「日本のデジタル広告を牽引するスゴい人！」（2013年8月）
- 美女読書　企画の仕事がしたい人は『なんクリ』を読め！いい企画を生む5つの技術！（2014年12月）
- PRINT&PROMOTION 福田敏也×田中浩也×四方幸子３氏のクロストークセッション「YouFab Global Creative Awards 2015」（2016年1月25日）
- U-NOTE 「アジアの広告史を変えた」天才広告マン・福田敏也が証明する“企画の力”：『なんクリ』（2016年3月17日）
- 雑誌ブレーン 青山デザイン会議　「平成インターネット広告を振り返る〜須田和博、福田敏也、朴正義、森永真弓」（2019年5月）
- 株式会社日立システムズ なんとなくUXは重要と思い始めている人のなんとなくをなんとなくじゃなくする連載（2019年5月）
- 株式会社日立システムズ 専門家コラム 日立システムーUXの現場から（2019年12月）
- 生活者データ・ドリブン・マーケティング通信 データから”価値”を見出せ～「データ×クリエイティブ」でUXはもっと進化する（2020年6月）
- YouFab Global Creative Awards 2020 Regenerative Reliquary: Fabricating a relic of the future（2021年4月）
- YouFab Global Creative Awards 2020 YouFab2016 グランプリ OTON GLASS (島影圭佑) インタビュー（2021年４月）

## 出版
- 『なんとなく企画クリエイティブの仕事をしたいと思っている人のなんとなくじゃなくする本』（2014年、講談社）
- 『デザイン経営〜実践の補助線〜』（2020年、Amazon Kindle）